# Manuel Pignetto
Manuel Pignetto (Paraná, 16 de enero de 1876 - Buenos Aires, 30 de junio de 1940) fue un médico argentino. Fue intendente de la ciudad de Rosario, entre 1925 y 1927. 
Nacido en Paraná, capital de la provincia de Entre Ríos, el 16 de enero de 1876. 
En 1893 fue parte de la primera promoción del Colegio Nacional de la ciudad de Paraná junto a Luis L. Etchevehere, quien fuera luego fundador de "El Diario" y gobernador de la provincia de Entre Ríos. 
En el 1901 se recibía de doctor en medicina en la Universidad de Buenos Aires. 
Se radicó en Rosario, provincia de Santa Fe, donde tuvo a su cargo desde 1906 a 1909 la jefatura de una sala de clínica médica en el Hospital Italiano "Garibaldi", cuya dirección desempeñó en 1908. Más tarde fue designado presidente del Consejo de Higiene de la 2:ª circunscripción judicial de Santa Fe, y en tal carácter presentó al poder ejecutivo un interesante proyecto de régimen hospitalario económico de campaña. 
Nombrado en 1922 profesor titular de higiene en la escuela de Medicina de la Facultad de Ciencias Médicas del Litoral, tuvo una destacada actuación en la cátedra y en diversas representaciones y misiones que le fueron conferidas por la Facultad. Fue delegado titular por la referida casa ante el Honorable Consejo Superior de la Universidad y director técnico del Hospital Nacional Centenario.
Designado como tesorero de la primera comisión directiva del Círculo Médico de Rosario en 1910.
En 1913 era parte del cuerpo médico del Hospital de Emergencias “Dr. Clemente Álvarez” a cargo de la clínica médica de mujeres.
Pignetto fue intendente de la ciudad de Rosario desde el 2 de abril de 1925 al 1 de abril de 1927.
En 1925, durante su intendencia, se comenzó la construcción del “Estadio Municipal Jorge Newbery”, el que una vez terminado, constaba de 3 canchas de futbol; pista de atletismo, que originalmente tenía la dimensión de la pista de ciclismo, 500 metros; cancha de básquet; 2 canchas de tenis; el frontón de pelota paleta; pileta de natación y juegos para niños.
Durante su intendencia el Consejo Municipal dictó en 1925, por iniciativa del edil e historiador Antonio Cafferata, una ordenanza dictando como fecha oficial de Rosario el 4 de octubre y estableció 1725 como el año de su fundación.
Falleció el 3 de junio de 1940 en Buenos Aires.
- Datos: Q89873329
- Multimedia: Manuel Pignetto / Q89873329